# 橙翅暮弄蝶
橙翅暮弄蝶（学名：[Burara jaina] 错误：{{Lang}}：文本有斜体标记（帮助））又名鸞褐弄蝶、鳶色弄蝶，為暮弄蝶屬的一種中型弄蝶，外表呈橙紅色。

## 分布
本種分布於東洋區大陸，安達曼群島與婆羅洲等地。台灣亦有亞種，廣泛分布於平地到中海拔山區。

## 生態習性
本種幼蟲以猿尾藤為寄主植物，而且喜歡以成熟的老葉為食；成蟲喜訪花與吸水，常出現於森林環境周遭的林緣、溪谷、林道等區域，多在早晨、黃昏、陰天時活動，因此不易觀察。